# نورت دام ديس برايريس (كيبك)
نورت دام ديس برايريس (بالإنجليزية: Notre-Dame-des-Prairies, Quebec)‏ هي بلدية محلية في كيبك تقع في كندا في لانوديير. يقدر عدد سكانها بـ 8,868 نسمة ومساحتها 18.80 كم2.